# Brigitte Engerer

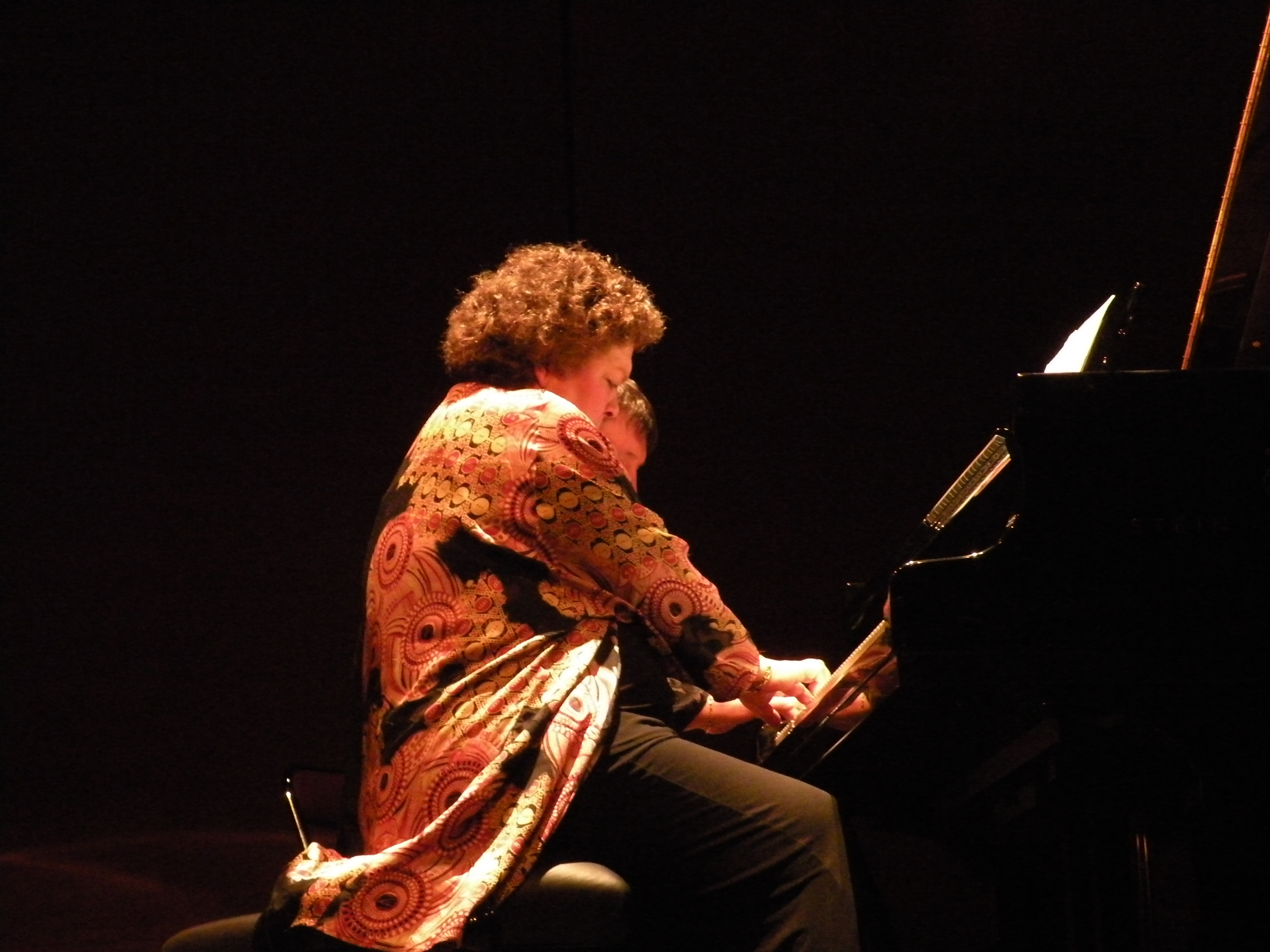
Brigitte Engerer, 2009

Brigitte Engerer [briˈʒit ɑ̃ʒəˈrɛːr] (* 27. Oktober 1952 in Tunis; † 23. Juni 2012 in Paris) war eine französische Pianistin.

## Leben und Karriere
Brigitte Engerer wurde im damals französischen Tunesien geboren, wo ihr Vater als Beamter tätig war. Sie erhielt seit dem Alter von vier Jahren Klavierunterricht, mit sechs Jahren hatte sie ihr erstes öffentliches Konzert. Als Zehnjährige gewann sie ihren ersten Musikwettbewerb, den Prix du Tournoi du Royaume de la musique.
Die Familie zog nach Frankreich, als sie elf Jahre alt war. Dort studierte sie am Pariser Konservatorium als Schülerin von Lucette Descaves und in der Kammermusikklasse von Jean Hubeau.
1969 gewann sie den 6. Preis beim „Concours international Marguerite-Long-Jacques-Thibaud“. Daraufhin wurde sie von Stanislaw Neuhaus, der am Moskauer Konservatorium unterrichtete, nach Moskau eingeladen. Auch nach Abschluss ihres Musikstudiums blieb sie die folgenden Jahre in Moskau und nahm weiter Unterricht bei Neuhaus.
1974 nahm sie am Tschaikowski-Wettbewerb teil, der in diesem Jahr mit Andrei Gawrilow, Myung-whun Chung, Andras Schiff und Dmitri Alexejew außergewöhnlich stark besetzt war, und erhielt den 6. Preis. 1978 gewann sie den 3. Preis beim Concours Musical Reine Elisabeth, dem eine Reihe von Konzerteinladungen folgten. Unter anderem konzertierte sie unter der Leitung von Kirill Kondraschin mit dem Orchestre de Paris. 1980 kehrte sie nach Frankreich zurück.
Engerers internationaler Durchbruch kam im gleichen Jahr bei einem Konzert mit den Berliner Philharmonikern, zu dem sie Herbert von Karajan eingeladen hatte, nachdem sie ihm in Belgien Schuberts Wanderer-Fantasie vorgespielt hatte.
1982 spielte sie unter der Leitung von Mstislaw Rostropowitsch mit dem London Symphony Orchestra. Ihr Debüt an der Carnegie Hall in New York gab sie 1983 unter Václav Neumann mit dem b-Moll Konzert von Pjotr Iljitsch Tschaikowski. Eine Konzertreise mit Boris Beresowski führte sie 2010 von Frankreich nach Spanien und Russland, wo sie am White Nights Festival in der St. Petersburger Mariinsky Concert Hall ein Gastspiel gab.
Im Lauf ihrer Karriere hat sie u. a. mit den Dirigenten Daniel Barenboim, Gary Bertini, Herbert von Karajan, Zubin Mehta und Seiji Ozawa zusammengearbeitet. Während ihrer gesamten Karriere als Klaviersolistin pflegte Brigitte Engerer die Kammermusik. Sie konzertierte u. a. mit Oleg Maisenberg, Olivier Charlier, David Geringas, Dmitri Sitkowetski, Henri Demarquette, Boris Beresowski, Régis Pasquier und Gérard Caussé.
Bis zu ihrem Tode unterrichtete sie am Pariser Konservatorium, zu ihren Schülern zählte neben anderen auch Sélim Mazari.
Brigitte Engerer war in erster Ehe mit dem Schriftsteller Yann Queffélec, in zweiter Ehe mit Xavier Fourteau verheiratet, sie hat eine Tochter und einen Sohn. Sie starb im Alter von 59 Jahren in Paris an einem langjährigen Krebsleiden und wurde auf dem Friedhof Montparnasse (11. Division) bestattet.

## Würdigungen
Brigitte Engerer gilt als eine der großen Interpretinnen der Klaviermusik vor allem des 19. Jahrhunderts. Ihre Chopin- und Liszt-Einspielungen verbinden Virtuosität und tiefempfundene Leidenschaft bei absoluter Natürlichkeit im musikalischen Ausdruck. Es gelingt ihr zu zeigen, wie in der Musik dieser beiden größten Vertreter virtuoser Klaviermusik die Virtuosität ein Teil des musikalischen Ausdrucks ist und keine äußerliche Zutat, als die sie oft bei anderen Interpreten erscheint. Brigitte Engerer ist in Deutschland, Großbritannien und den USA weit weniger bekannt geworden als in Frankreich, obwohl ihre Interpretationen der deutschen Romantiker wie zum Beispiel Franz Schubert und Robert Schumann Referenzcharakter haben.
Eleonore Büning bescheinigt Engerer in ihrem Nachruf in der Frankfurter Allgemeinen, sie sei trotz ihrer tunesisch-französischen Wurzeln recht eigentlich eine der letzten Enkelschülerinnen von Neuhaus, und ihre Klavierkunst trage den „Stempel bester russischer Prägung: brillante Technik, vereint mit romantischem Esprit, dazu tiefempfundenes Sentiment“.

## Zitat
„I need the transparency of the French piano – and, more important, the rationality of French philosophy. But I needed some of the Russian craziness in my playing. I still do.“ („Ich brauche die Transparenz des französischen Pianos – und, noch wichtiger, die Rationalität der französischen Philosophie. Aber ich brauche etwas von dem russischen Wahnsinn in meinem Spiel. Immer noch.“) Interview mit der Washington Times, 1992 (zitiert in der New York Times).

## Preise und Auszeichnungen
- 1969 Concours international Marguerite-Long-Jacques-Thibaud
- 1974 Tschaikowski-Wettbewerb
- 1978 Concours Musical Reine Elisabeth
- Grand Prix du Disque für ihre Aufnahme von Carnaval op. 9 und Faschingsschwank aus Wien von Robert Schumann
- 2011 Victoires de la Musique für ihr Lebenswerk
- Ritter der Ehrenlegion
- Komtur des Ordre national du Mérite
- 2012 Commandeur des Ordre des Arts et des Lettres
- Korrespondierendes Mitglied der Académie des Beaux-Arts

## Filme
2012 drehte der französische Regisseur Benjamin Bleton ein Filmporträt der Pianistin, in dem er auf die wichtigen Wendepunkte in ihrem Leben und auf die Begegnung mit Freunden und Musikern, die ihre Karriere bestimmt haben, sowie auf ihr Interesse an der Kammermusik eingeht. Der Film zeigt ebenfalls Ausschnitte aus ihrem letzten Konzert zwei Wochen vor ihrem Tod, das sie zusammen mit Boris Beresowski in der Salle Pleyel in Paris gegeben hat.
Brigitte Engerer hatte Auftritte in verschiedenen Filmen und Fernsehserien. In Sophie Laloys Psychothriller Je te mangerais (engl. You will be mine) von 2009 wird sie von der Protagonistin Mary, die am Pariser Konservatorium studiert, bewundert, die ihre Fotos hat und ihre Klaviermusik hört. In je einer Folge der Serien Vie privée, vie publique und Ce soir (ou jamais!) spielt sie sich selbst.

## Diskografie (Auswahl)
- Ludwig van Beethoven: Für Elise und Sonata, op. 110. Harmonia Mundi 1991
- Ludwig van Beethoven: Violin Sonatas Nos. 7, 8 & 9 „Kreutzer“. Mit Olivier Charlier. Harmonia Mundi 1996
- Johannes Brahms: Liebeslieder-Walzer / Ungarische Tänze für Piano zu vier Händen, op. 52a. Mit Boris Beresowski. Mirare France 2011
- Johannes Brahms: Ein Deutsches Requiem, op. 45. Mit Sandrine Piau, Sopran, Stéphane Degout, Brigitte Engerer und Boris Beresowski, Piano.
- Frédéric Chopin: The Complete Nocturnes. Harmonia Mundi 2010
- Frédéric Chopin: Œuvres pour piano. Decca 2011
- Louise Farrenc: Musique de chambre. Mit Brigitte Engerer, Jean-Frédéric Neuburger und Philippe Bernol. 2005
- Edvard Grieg: Sonatas pour violine et piano. Mit Olivier Charlier. Harmonia Mundi
- Franz Liszt: Harmonies poétiques et religieuses. Hyperion UK 2004
- Franz Liszt: Via crucis. Fassung für Chor und Piano. Chor Accentus, Leitung Laurence Equilbey
- Modest Mussorgski: Bilder einer Ausstellung. Die Nacht auf dem Kahlen Berg. Harmonia Mundi 2009
- Sergei Rachmaninow: Œuvres pour deux pianos et piano à quatre mains. Mit Oleg Maisenberg. Harmonia Mundi
- Sergei Rachmaninow: Suites for two pianos. Mit Boris Beresowski. Mirare France
- Maurice Ravel:  Works for Violin and Piano. Mit Régis Pasquier. Harmonia Mundi
- Franz Schubert: Impromptu, Wanderer-Fantasie; Franz Liszt: Lieder. Mirare France 2008
- Clara Schumann: Piano Concerto. Cannes Regional Orchestra, Leitung Philippe Bender. L’Empreinte digitale 2007
- Robert Schumann: Carnaval, Kinderszenen. Harmonia Mundi
- Robert Schumann: Œuvres pour piano. Decca
- Robert Schumann. Violin Sonatas, op. 105 & 121. Mit Olivier Charlier. Harmonia Mundi
- Children’s Album, 24 easy pieces for Piano, op. 39.
- Trésors de Russie/Treasures of Russia. (Rachmaninow: Vespers; Tschaikowski: Symphony No. 6)